# Sarahsaurus
Sarahsaurus – rodzaj bazalnego zauropodomorfa żyjącego we wczesnej jurze na terenach współczesnej Ameryki Północnej.
Jego skamieniałości odnaleziono w datowanych na synemur–pliensbach osadach formacji Kayenta w północno-wschodniej Arizonie, na północy zlewni Gold Spring Wash. Początkowo szczątki te przypisano do znanego z Afryki rodzaju Massospondylus, jednak odkrycie bardziej kompletnych skamieniałości dowiodło, że należą one do odrębnego taksonu, który został nazwany w 2011 roku przez Timothy'ego Rowe'a i współpracowników. Holotypem jest niekompletna czaszka obejmująca kości przedszczękową, czołową, kwadratową i puszkę mózgową oraz niemal kompletny szkielet pozaczaszkowy (TMM 43646-2). Pozostałe okazy (TMM 43646-3 i MCZ 8893) również obejmują czaszkę i kości szkieletu pozaczaszkowego. Sarahsaurus miał 10 kręgów szyjnych, 14 tułowiowych, 3 krzyżowe i około 50 ogonowych. W kości przedszczękowej znajdowały się cztery zęby, w szczękowej – 16, a w zębowej – 20.
W analizie filogenetycznej autorzy wykorzystali matryce danych z analiz Yatesa z 2007 roku oraz Upchurcha i współpracowników z 2007. W analizie wykorzystującej matrycę Yatesa Sarahsaurus był o wiele bardziej bazalnym taksonem niż inne wczesne północnoamerykańskie zauropodomorfy – Anchisaurus i Seitaad. Z kolei w analizie opartej na badaniach Upchurcha i in. rodzaj ten należał do zauropodów i był bardziej zaawansowany od anchizaura i seitaada. Zdaniem autorów ta hipoteza jest bardziej prawdopodobna, ponieważ Sarahsaurus jest o około 40 mln lat młodszy od najstarszych znanych zauropodomorfów i występował daleko na Środkowym Zachodzie. W żadnej z analiz nie był blisko spokrewniony z Anchisaurus i Seitaad, co sugeruje, że te trzy taksony dotarły do Ameryki Północnej niezależnie. Z późniejszej analizy kladystycznej przeprowadzonej przez Apaldetti i współpracowników (wykorzystujących zmodyfikowaną matrycę danych z analizy Yatesa z 2007 roku) wynika, że Sarahsaurus był jednym z najbardziej bazalnych znanych przedstawicieli kladu Massopoda; według tej analizy był on taksonem siostrzanym do rodzaju Ignavusaurus, razem z którym tworzył klad siostrzany do kladu obejmującego wszystkich pozostałych przedstawicieli Massopoda poza przedstawicielami rodziny Riojasauridae.
Nazwa Sarahsaurus honoruje Sarah Butler, a jej druga część (saurus) pochodzi od greckiego słowa sauros („jaszczur”). Nazwa gatunkowa gatunku typowego pochodzi od łacińskich słów aurum („złoto”) i fontanalis („źródło”) i odnosi się do Gold Spring Wash, gdzie odnaleziono skamieniałości tego dinozaura.